# Catherine Spaak
Catherine Spaak (Boulogne-Billancourt, Francia, 3 de abril de 1945-Roma, 17 de abril de 2022) fue una actriz, cantante, bailarina y presentadora televisiva francesa naturalizada italiana.

## Biografía
Provino de una familia belga que cuenta entre sus miembros también artistas y hombres políticos: su madre fue la actriz Claudie Clèves, su padre Charles fue un guionista cinematográfico, su hermana Agnes ha sido también actriz y luego fotógrafa, mientras su tío Paul-Henri fue de primer ministro de Bélgica. Después haber recitado un pequeño papel con tan solo 14 años en la película Le trou de Jacques Becker, debuta en Italia en 1960 con Dulces engaños de Alberto Lattuada que condicionará sus roles sucesivos, centrados sobre el estereotipo de una adolescente desprejuiciada. El mismo personaje, con oportunas variaciones, se encuentra en muchas películas que interpreta en la primera mitad de los años 60, como Diciochoañeras al sol, Il sorpasso, La noia, La caliente vida, La Parmigiana, La mentirosa y Unas ganas locas, durante cuyo rodaje conoce a Fabrizio Capucci, con el que se casó en 1963 y de cuya unión, que no duró mucho, nació Sabrina, actriz de teatro.
Al mismo tiempo la Dischi Ricordi le ofreció un contrato y son grabados sus primeros discos de 45 r. p. m., entre los cuales Me das miedo (1964) (Alberto Testa-Iller Pattacini); algunos (Aquellos de la mía edad, versión de Tous les garçons et les filles de Françoise Hardy y El ejército del surf notable al igual que Nosotros somos los jóvenes) se vuelven éxitos en los Hit parade, gracias también a la publicidad en las variedades televisivas del sábado noche de las cuales a menudo es huésped. En 1964 obtuvo la Targa de Oro en los David de Donatello y continuó trabajando en Italia con los más célebres autores y directores, convirtiéndose en una presencia reiterada en la comedia a la italiana (La armada Brancaleone, Adulterio a la italiana, La matriarca, Certo, certissimo, anzi... probabile).
En 1968 bajo la dirección de Antonello Falqui interpretó La viuda alegre, musical televisivo extraído de la opereta homónima aunque en las partes cantadas está doblada por Lucía Mannucci del Quartetto Cetra, su protagonista varonil es Johnny Dorelli, y entre los dos nació un vínculo sentimental. Desde 1970 empezó a escribir para algunas publicaciones periodísticas, colaborando con el Corriere della Sera, Amiga, Marie Claire, Il Mattino, TV Sonrisas y Canciones, mientras poco a poco dilata la actividad cinematográfica. En la temporada 1978-1979 realizó el rol de Rosana en la comedia musical Cyrano (de Riccardo Pazzaglia y Domenico Modugno), para la dirección de Daniele De Anza; en la temporada siguiente es sustituida por Alida Chelli.
Desde el 28 de septiembre de 1985 hasta 1988 presentó las primeras tres ediciones de Forum con el juez Santo Licheri, al interior de Buen Domingo. Autora y presentadora del talk-show de éxito, el más famoso de los cuales queda Harem (más de 15 ediciones para Rai 3), es todavía hoy apreciada por el público por su elegancia y refinamiento. Desde el 26 de enero de 2015 fue uno de los participantes de la décima edición del reality show La isla de los famosos, en el aire sobre Canal 5 y con la conducción de Alessia Marcuzzi; este trabajo se interrumpió el 2 de febrero a continuación de una decisión de la misma Spaak. Junto con Brigitte Bardot, ha participado en la apelación seguida a José Barroso para una Jornada Vegetariana Europea.

## Carrera

### Premios
- David de Donatello 1964: Targa de oro

### Discografía

#### 33 RPM
- 1963 - Catherine Spaak (Discos Acuerde, MRL 6034)
- 1965 - Nosotros somos los jóvenes... (Discos Acuerde, MRL 6043)
- 1970 - Promesas promesas (CGD, FGS 5063) con Johnny Dorelli
- 1974 - Toi et moi (CGD, 69060) con Johnny Dorelli
- 1976 - Catherine Spaak (CGD, 81314)
- 1978 - Cyrano (Carosello, CLN 25081) con Domenico Modugno
- 2011 - U Spaak (El obbiettivo, CLN 255451) con Egidio Antonio Longo "Niko de las Águilas"

#### EP
- 1962 - Antes de ti después de ti / Pienso en ti / Mes amis, mes copains / Te ríes de mí (Discos Acuerde, ERL 210, EP 7")

#### 45 RPM
- 1962 - Perdón/Tú y yo (Discos Acuerde, SRL 10-280)
- 1963 - Aquellos de mí edad/He jugado con el corazón (Discos Acuerde, SRL 10-323)
- 1963 - Antes de ti después de ti/Nosotros dos (Discos Acuerde, SRL 10-328)
- 1963 - Te ríes de mí/Mes amis, mes copains (Discos Acuerde, SRL 10-335)
- 1964 - Estos veinte años míos / Pienso en ti (Discos Acuerde, SRL 10-340)
- 1964 - No es nada/Días azules (Discos Acuerde, SRL 10-343)
- 1964 - El ejército del surf/Me das miedo (Discos Acuerde, SRL 10-346)
- 1965 - Si me quieres me quieres/Nuestra primavera (Discos Acuerde, SRL 10-381)
- 1966 - Ayer/Veinte años o poco más (Discos Acuerde, SRL 10-407)
- 1967 - La noche está hecha para robar/Ensueños y nada más (Discos Acuerde, SRL 10-472)
- 1968 - Vilja/Calla el labio (Det, DTP 24)
- 1968 - Igor y Natacha/Un día (Det, DTP 41)
- 1969 - Oh!/Algo está cambiando (Det, DTP 51)
- 1970 - Con cuál amor, con cuanto amor/Los regalos del pasado (Det, DTP 58)
- 1970 - No me enamoro más/Promesas prometidas (CGD, N 9772) con Johnny Dorelli
- 1972 - El Padrino/Song Sung Blue (CGD, 8279) con Johnny Dorelli
- 1973 - Una velada junto con ti/No sé más como amarlo (CGD, 1117) con Johnny Dorelli
- 1973 - Así un hombre y una mujer/Provemos a enamorarnos (CGD, 1951) con Johnny Dorelli
- 1975 - Un verano/Hola (CGD, 3461)
- 1975 - Confesión/Mea culpa (CGD, PRG 33) con Johnny Dorelli
- 1975 - Post scriptum/Meditación 2 (CGD, PRG 34)
- 1976 - Diez años más/Me he enamorado de mi marido (CGD, 4209)
- 1977 - Vivir contigo/Usted (CGD, 5316)
- 1979 - Lío/Cantarás si cantaré (Warner Bros Records, T 17498)

#### Participaciones
- 1964 - Parada de verano (Discos Acuerde, MRL 6038)

### Filmografía

#### Cine

Descanso durante el rodaje de La noia (1963).

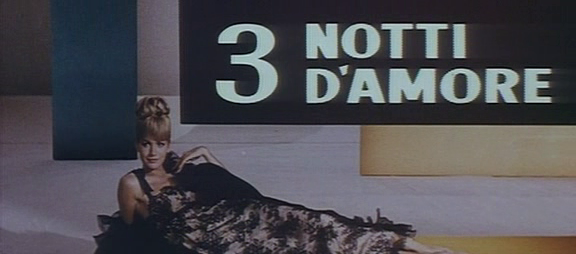
Imagen de la película Tres noches de amor (1964).

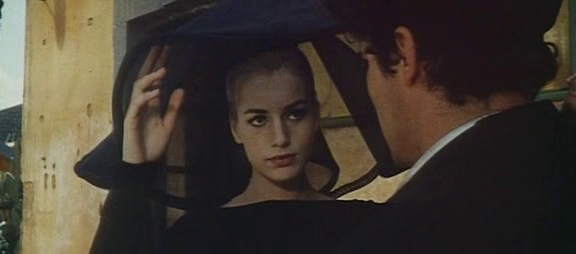
Fotograma de La viuda, episodio de la película Tres noches de amor.

- L'hiver, dirección de Jacques Gautier (1959)
- Il carro armato dell'8 settembre, dirección de Gianni Puccini (1960)
- Le trou (La evasión), dirección de Jacques Becker (1960), (no acreditada)
- I dolci inganni, dirección de Alberto Lattuada (1960)
- Le puits aux trois vérités, dirección de François Villiers (1961)
- Diciottenni al sole, dirección de Camillo Mastrocinque (1962)
- La voglia matta, dirección de Luciano Salce (1962)
- Il sorpasso (La escapada), dirección de Dino Risi (1962)
- La vida caliente, dirección de Florestano Vancini (1963)
- Le monachine (Dos monjitas), dirección de Luciano Salce (1963)
- La noia, dirección de Damiano Damiani (1963)
- La parmigiana, dirección de Antonio Pietrangeli (1963)
- L'amore difficile - episodio "Le donne" de Sergio Sollima (1963)
- 3 notti d'amore, dirigida por Renato Castellani, Luigi Comencini y Franco Rossi (1964)
- La ronde, dirección de Roger Vadim (1964)
- Week-end à Zuydcoote (Playa ardiente), dirección de Henri Verneuil (1964)
- Oggi, domani, dopodomani - episodio "L'uomo dei 5 palloni" de Marco Ferreri (1965)
- La bugiarda, dirección de Luigi Comencini (1965)
- Made in Italy, dirección de Nanni Loy (1965)
- Il marito è mio e l'ammazzo quando mi pare, dirección de Pasquale Festa Campanile (1968)
- Madamigella di Maupin, dirección de Mauro Bolognini (1966)
- Non faccio la guerra, faccio l'amore, dirección de Franco Rossi (1966)
- Adulterio all'italiana, dirección de Pasquale Festa Campanile (1966)
- La armada Brancaleone, dirección de Mario Monicelli (1966)
- Hotel (Intrigas en el Gran Hotel), dirección de Richard Quine (1967)
- Una ragazza piutosto complicata, dirección de Damiano Damiani (1968)
- La notte è fatta per... rubare, dirección de Giorgio Capitani (1968)
- La matriarca, dirección de Pasquale Festa Campanile (1968)
- If It's Tuesday, This Must Be Belgium (Si hoy es martes, esto es Bélgica), dirección de Mel Stuart (1969)
- Certo, certissimo, anzi... probabile, dirección de Marcello Fondato (1969)
- Con quale amore, con quanto amore, dirección de Pasquale Festa Campanile (1970)
- Il gatto a nove code (El gato de las 9 colas), dirección de Darío Argento (1971)
- La schiava io ce l'ho e tu no, dirección de Giorgio Capitani (1972)
- Un uomo dalla pelle dura, dirección de Franco Prosperi (1972)
- Causa di divorzio, dirección de Marcello Fondato (1972)
- Un meurtre est un meurtre, dirección de Etienne Périer (1972)
- Cari genitori, dirección de Enrico Maria Salerno (1973)
- Storia di una monca de clausura, dirección de Domenico Paolella (1973)
- La via dei babbuini, dirección de Luigi Magni (1974)
- Los pájaros de Baden-Baden, dirección de Mario Camus (1975)
- La palabra de un delincuente... es ley, dirección de Antonio Margheriti (1975)
- Febbre da cavallo, dirección de Steno (1976)
- Bruciati da cocente passione, dirección de Giorgio Capitani (1976)
- Per vivire meglio, divertitevi con noi, dirección de Flavio Mogherini (1978)
- Io e Caterina, dirección de Alberto Sordi (1980)
- Rag. Arturo De Fanti, bancario-precario, dirección de Luciano Salce (1980)
- Les séducteurs - episodio El carnet de Armando, dirección de Dino Risi, Bryan Forbes, Édouard Molinaro y Gene Wilder (1980)
- Miele di donna (Dulce piel de mujer), dirección de Gianfranco Angelucci (1981)
- Claretta, dirección de Pasquale Squitieri (1984)
- L'ingrannagio, dirección de Silverio Blasi (1987)
- Scandalo segretto, dirección de Monica Vitti (1989)
- Tandem, dirección de Lucio Pellegrini (2000)
- Joy - scherzi di gioia, dirección de Adriano Wajskol (2002)
- Promessa d'amore, dirección de Ugo Fabrizio Giordani (2004)
- Te lo leggo negli occhi, dirección de Valía Santella (2004)
- Della parte giusta, dirección de Roberto Leoni (2005)
- L'uomo privato, dirección de Emidio Greco (2007)
- Alicia, dirección de Oreste Crisostomi (2009)
- I più grandi di tutti, dirección de Carlo Virzì (2012)

## Dobladoras italianas
- María Pía Di Meo en Diciochoañeras al sol, Las ganas locas, La matriarca, La noia, La parmigiana, El marido es mío y lo mato cuando me parece, El gato de nueve colas
- Adriana Asti en Dulces engaños
- Fiorella Betti en El hueco
- Melina Martello en Il sorpasso
- Flaminia Jandolo en Adulterio a la italiana
- Lia Tanzi en Quemados por ardiente pasión
- Paila Pavese en Fiebre de caballo

## Televisión
- 1968: La viuda alegre, dirección de Antonello Falqui
- 1978: La gata
- 1979: La décima víctima, episodio de los "Cuentos de ciencia ficción de Blasetti"
- 1983: Bendecida y compañía
- 1983: La martingala
- 1984-1986: Un seul être vous manque
- 1986: Jour de sable
- 1986: Las rire de Cain
- 1986: Las ganas de vencer
- 1988: "¡Y no se quieren ir!"
- 1989: ¿Y si luego se van?"
- 1989: Asuntos de familia
- 1992-1994: Bonnes et mauvaises surprises, Des vacances mouvementées y Duras, duras la rentrée, episodios de Una familia formidable
- 2000: La vuelta del pequeño Lord
- 2004: Julie, chevalier de Maupin
- 2005: Un sitio al sol
- 2006: Esta es mi tierra
- 2011: Las encuestas del inspector Zen, BBC One
- 2013: Un médico en familia 8

### Programas televisivos
- Vídeo Noche - Catherine Spaak: Yo soy curiosa, Rai (1978)
- Tv7, Rai Uno (1980)
- Línea verde, Rai Uno (1981)
- Forum, Canal 5 (1985-1988)
- Harem, Rai Tres (1988-2002)
- Pascià, Rai Tres (1996)
- El sueño del ángel, La7 (2003)
- Destinos: cuando la vida es novela, Red 4 (2004)

#### Reality y talent show
- Bailando con las estrellas 4, Rai Uno (2007)
- Se puede hacer!, Rai Uno (2014)
- La isla de los famosos 10, Canal 5 (2015)

### Teatro
- 1968: Esperando Jo (de A. Coppel y C. Magnier)
- 1971: Promesas, promesas (de N. Simon)
- 1978: Cyrano (de Riccardo Pazzaglia y Domenico Modugno)
- 2004: El hombre del destino (de Y. Reza),
- 2005: La cabra (de E. Albee)
- 2006-07: Historias Paralelas (de C. Spaak)
- 2008: Vivien Leigh - La última conferencia (de M. Lafferty)
- 2013: Cuentos del faro (de C. Spaak)

### Libros
- 26 Mujeres, Mondadori, (1984)
- De mí, Bompiani, (1994)
- Un corazón perdido, Mondadori, (1996)
- Más allá del cielo, Mondadori, (1997)
- Él, Mondadori, (2007)